# Trực Thái
Trực Thái là xã thuộc huyện Trực Ninh, tỉnh Nam Định, Việt Nam.
Xã Trực Thái có 15 xóm, đánh số từ 1 đến 15.

## Địa giới hành chính
Xã Trực Thái nằm ở phía nam của huyện Trực Ninh.
- Phía đông giáp các xã Trực Đại và Trực Thắng, huyện Trực Ninh.
- Phía nam giáp các xã Hải Phong và Hải An, huyện Hải Hậu.
- Phía tây giáp xã Trực Cường, huyện Trực Ninh.
- Phía bắc giáp các xã Trực Cường và Trực Đại, huyện Trực Ninh.

## Lịch sử hành chính
Vùng đất Trực Thái vào trước năm 1945 gồm các thôn Giáp Nhất, Giáp Nhì. Từ năm 1946 thuộc xã Ninh Cường, huyện Trực Ninh. Đến năm 1952 xã Ninh Cường đổi thành xã Trực Cường. Năm 1956, xã Trực Cường chia tách thành các xã Trực Cường (mới), Trực Phú và Trực Thái.
Tháng 3 năm 1968, xã Trực Thái thuộc huyện Trực Ninh, tỉnh Nam Hà được sáp nhập vào huyện Hải Hậu, đồng thời huyện Trực Ninh và huyện Nam Trực sáp nhập thành huyện Nam Ninh.
Từ tháng 12 năm 1975, xã Trực Thái thuộc huyện Nam Ninh, tỉnh Hà Nam Ninh.
Từ tháng 12 năm 1991, xã Trực Thái thuộc huyện Hải Hậu tỉnh Nam Hà.
Từ tháng 11 năm 1996, xã Trực Thái thuộc huyện Hải Hậu, tỉnh Nam Định.
Tháng 2 năm 1997, xã Trực Thái được chuyển về huyện Trực Ninh mới tái lập.